# Ekeleatzí
Els Ekeleatzí van ser una família de nakharark de l'antiga Armènia, que van governar la comarca d'Ekeleatz, dita igualment Keltzene.